# ビオチン非依存性マロン酸デカルボキシラーゼ
ビオチン非依存性マロン酸デカルボキシラーゼ(Biotin-independent malonate decarboxylase、EC 4.1.1.88)は、以下の化学反応を触媒する酵素である。
マロン酸 + H+{\displaystyle \rightleftharpoons } 酢酸 + CO2
従って、この酵素の2つの基質はマロン酸と水素イオン、2つの生成物は酢酸と二酸化炭素である。
この酵素はリアーゼ、特に炭素-炭素結合を切断するカルボキシリアーゼに分類される。系統名は、マロン酸デカルボキシラーゼ (ビオチン非依存性)(malonate carboxy-lyase (biotin-independent))である。他に、malonate decarboxylase (without biotin)、malonate decarboxylase、MDCとも呼ばれる。現在、2つのタイプのマロン酸デカルボキシラーゼが知られており、どちらも多酵素複合体を形成する。